# 砂漠化および干ばつと闘う世界デー
砂漠化および干ばつと闘う世界デー（さばくかおよびかんばつとたたかうせかいデー、World Day to Combat Desertification and Drought）は、国際デーの一つ。6月17日に定められている。
1994年6月17日に「国連砂漠化対処条約」が採択されたことに伴い、1995年1月30日の国際連合総会の決議により定められた。
砂漠化を防止し、旱魃から人々を救うことを主な目的としている。
2001年に開催された、第5回 国連砂漠化対処条約締約国会議（COP5）により、毎年テーマを設定することが決定された。
以降のテーマのスローガンは以下の通りである。
- 2002年 - 土地の劣化
- 2003年 - 水資源管理と砂漠化
- 2004年 - 砂漠化の世相 : 移住と貧困
- 2005年 - 女性と砂漠化
- 2006年 - 砂漠の美化 - 砂漠化からの変革（ちなみにこの年を「砂漠と砂漠化に関する国際年」と定めた。）
- 2007年 - 砂漠化と気候変動 - 世界規模での変化
- 2008年 - 持続可能な農業のために、土地の劣化と闘う。
- 2009年 - 土地と資源を守る。= 私達の未来を守る。
- 2010年 - どこかで土地を強化すればあらゆる場所での生命の強化につながる。
- 2011年 - 森林は乾燥地の働きを助ける。
- 2012年 - 健康な土地はあなたの生活を維持します。: 土壌劣化ゼロを目指そう。
- 2013年 - 乾く大地から未来を守れ。
- 2014年 - 土地は未来をつなぐもの - 気候変動から守ろう。